# Festival international du film de Saint-Sébastien 2020
Le festival international du film de Saint-Sébastien 2020, 68e édition du festival (68 edición del Festival de San Sebastian ou 68. Donostiako Zinemaldia) se déroule du 18 au 26 septembre 2020.

## Déroulement et faits marquants
Le 23 juin 2020, il est annoncé que l'acteur américain Viggo Mortensen recevra le prix Donostia pour l'ensemble de sa carrière. Il succède ainsi à Penélope Cruz, Costa Gavras et Donald Sutherland.
Le 26 juin 2020, le film d'ouverture est dévoilé. Il s'agit de Rifkin's Festival de Woody Allen.
Le 3 juillet 2020, les six premiers films de la compétition sont dévoilés. Cinq d'entre eux sont des films labellisés Festival de Cannes 2020 : il s'agit de Drunk de Thomas Vinterberg, Au crépuscule de Šarūnas Bartas, Au commencement de Dea Kulumbegashvili, Été 85 de François Ozon et True Mothers de Naomi Kawase.
Le 18 juillet 2020, l'affiche du festival est dévoilée : il s'agit d'une photo de profil de l'acteur américain Willem Dafoe.
Le 4 septembre 2020, le jury est dévoilé.
Le 26 septembre 2020, le palmarès est dévoilé : le film géorgien Au commencement de Dea Kulumbegashvili remporte quatre prix : la Coquille d'or, la Coquille d'argent du meilleur réalisateur, la Coquille d'argent de la meilleure actrice pour Ia Sukhitashvili et le prix du meilleur scénario. Le prix spécial du jury est remis au film Crock of Gold de Julien Temple, et la Coquille d'argent du meilleur acteur est remporté par les quatre acteurs du film Drunk de Thomas Vinterberg (Mads Mikkelsen, Thomas Bo Larsen, Lars Ranthe et Magnus Millang),.

## Jury

### Sélection officielle
- Luca Guadagnino (président du jury), réalisateur et scénariste  Italie
- Joe Alwyn, acteur  Royaume-Uni
- Marisa Fernández Armenteros, productrice  Espagne
- Michel Franco, réalisateur et scénariste  Mexique
- Lena Mossum, costumière et productrice  Royaume-Uni

### Kutxabank-New Directors Award
- Belén Funes (présidente du jury)
- Aistė Diržiūtė
- Ariel Schweitzer

### Horizontes Award
- Jayro Bustamante (président du jury)
- Celia Rico
- Valérie Delpierre

### Zabaltegi-Tabakalera Award
- Pucho
- Carlos Rodríguez Ríos

### Irizar Basque Film Award
- Maider Oleaga
- Irati Crespo
- Diego Soto Ortiz

### Nest
- Francy Fabritz
- Tomás Paula Marques
- Viktor van der Valk

### Europe-Latin America Co-Production Forum
- Jhonny Hendrix Hinestroza
- Nadia Turincev
- Olmo Figueredo

## Sélection

### En compétition
- Les Sorcières d'Akelarre (Akelarre) de Pablo Agüero  Espagne
- Any Crybabies Around de Takuma Sato  Japon
- Au crépuscule de Šarūnas Bartas  Lituanie
- Au commencement de Dea Kulumbegashvili  Géorgie
- Courtroom 3H d'Antonio Méndez Esparza  Espagne
- Crock of Gold de Julien Temple  États-Unis
- Drunk de Thomas Vinterberg  Danemark
- Été 85 de François Ozon  France
- Nosotros Nunca Moriremos d'Eduardo Crespo  Argentine
- Passion simple de Danielle Arbid  France
- Supernova de Harry Macqueen  Royaume-Uni
- True Mothers de Naomi Kawase  Japon

### Hors compétition
- Rifkin's Festival de Woody Allen (film d'ouverture)  États-Unis
- Antidisturbios de Rodrigo Sorogoyen  Espagne

### Nouveaux réalisateurs
- Seize printemps de Suzanne Lindon  France
- Ane de David Pérez Sañudo  Espagne
- Memory House (Casa de Antiguidades) de João Paulo Miranda Maria  Brésil
- Tchoupakabra (Чупакабра) de Grigori Kolomiytsev  Russie
- Gull de Kim Mi-jo  Corée du Sud
- Slow Singing de Dong Xingyi  Chine
- Death Knell (Hil kanpaiak) de Imanol Rayo  Espagne
- I Never Cry (Jak Najdalej Stąd) de Piotr Domalewski  Pologne
- Last Days of Spring (La última primavera) de Isabel Lamberti  Espagne
- Limbo de Ben Sharrock  Royaume-Uni
- Spagat de Christian Johannes Koch  Suisse
- Along the Sea de Akio Fujimoto  Japon  Viêt Nam

### Horizontes latinos
- The Intruder (El prófugo) de Natalia Meta  Argentine  Mexique
- Edición ilimitada de Edgardo Cozarinsky, Santiago Loza, Virginia Cosin, et Romina Paula  Argentine
- La Verónica de Leonardo Medel  Chili
- Las mil y una de Clarisa Navas  Argentine  Allemagne
- Mamá, mamá, mamá de Sol Berruezo Pichon-Riviére  Argentine
- Selva trágica de Yulene Olaizola  Mexique  Colombie
- Sans signe particulier (Sin señas particulares) de Fernanda Valadez  Mexique  Espagne
- Tous les morts (Todos os Mortos) de Caetano Gotardo et Marco Dutra  Brésil
- Visión nocturna de Carolina Moscoso  Chili

### Perles (Perlak)
- Les Amants sacrifiés de Kiyoshi Kurosawa  Japon
- The World to Come de Mona Fastvold  États-Unis
- ADN de Maïwenn  France
- The Mole Agent (El agente topo) de Maite Alberdi  Chili
- Herself de Phyllida Lloyd  Royaume-Uni  Irlande
- Miss Marx de Susanna Nicchiarelli  Italie
- Moving On de Yoon Dan-bi  Corée du Sud
- Never Rarely Sometimes Always de Eliza Hittman  États-Unis
- Nomadland (Todos os Mortos) de Chloé Zhao  États-Unis
- Nuevo Orden de Michel Franco  Mexique
- The Father de Florian Zeller  Royaume-Uni

## Palmarès

### Sélection officielle
- Coquille d'or : Au commencement de Dea Kulumbegashvili
- Prix spécial du jury : Crock of Gold de Julien Temple
- Coquille d'argent du meilleur réalisateur : Dea Kulumbegashvili pour Au commencement
- Coquille d'argent de la meilleure actrice : Ia Sukhitashvili pour son rôle dans Au commencement
- Coquille d'argent du meilleur acteur : Mads Mikkelsen, Thomas Bo Larsen, Lars Ranthe et Magnus Millang pour leurs rôles dans Drunk
- Prix du jury pour la meilleure photographie : Yuta Tsukinaga pour Any Crybabies Around
- Prix du jury pour le meilleur scénario : Dea Kulumbegashvili pour Au commencement

### Nouveaux réalisateurs
- Prix du meilleur film : Last Days of Spring (La última primavera) de Isabel Lamberti
- Mention spéciale : Slow Singing de Dong Xingyi

### Horizontes latinos
- Prix du meilleur film : Sans signe particulier de Fernanda Valadez
- Mention spéciale : Las mil y una de Clarisa Navas

### Prix spéciaux
- Prix Donostia : Viggo Mortensen